# Завгородний, Василий Никифорович
Василий Никифорович Завгородний (1911—1961) — советский военный. Участник Великой Отечественной войны. Герой Советского Союза (1944). Гвардии капитан.

## Биография
Василий Никифорович Завгородний родился 30 ноября 1911 года на хуторе Весёлая Долина Бахмутского уезда Екатеринославской губернии Российской империи (ныне село Бахмутского района Донецкой области Украины) в крестьянской семье. Украинец. Окончил шесть классов школы и курсы трактористов. До призыва на военную службу работал в колхозе на машинно-тракторной станции. В ряды Рабоче-крестьянской Красной Армии был призван в 1933 году. Отслужил срочную службу. Остался на сверхсрочную. После демобилизации в 1938 году старший сержант В. Н. Завгородний вернулся в родной колхоз, где трудился до начала Великой Отечественной войны.
Вновь в Красную Армию В. Н. Завгородний был призван Ямским районным военкоматом Сталинской области в августе 1941 года. Воевал командиром стрелкового отделения 161-го стрелкового полка 95-й стрелковой дивизии. Участвовал в обороне Одессы и Крыма. В конце 1941 года попал в плен, но к весне 1942 года во время Керченско-Феодосийской десантной операции был освобождён войсками Красной Армии. После непродолжительной проверки в Керченских спецлагерях НКВД Василий Никифорович был направлен на офицерские курсы. В апреле 1943 года лейтенант В. Н. Завгородний получил назначение на должность командира стрелкового взвода 185-го гвардейского стрелкового полка 60-й гвардейской стрелковой дивизии 1-й гвардейской армии Юго-Западного фронта. Участвовал в боях на изюмском плацдарме. Во время Изюм-Барвенковской операции взвод гвардии лейтенанта Завгороднего, действуя смело и напористо, сумел глубоко вклиниться во вражескую оборону, но его наступательный порыв не смогли поддержать другие соединения. 18 июля 1943 года Василий Никифорович был ранен и эвакуирован в медсанбат.
После возвращений в строй гвардии лейтенант В. Н. Загородний принял под командование миномётный взвод миномётной роты 185-го гвардейского стрелкового полка своей дивизии, сражавшейся за освобождение Донбасса в составе 12-й армии. В новой должности Василий Никифорович участвовал в Донбасской операции. Особо отличился в Битве за Днепр. В сентябре 1943 года 185-й гвардейский стрелковый полк 60-й гвардейской стрелковой дивизии 12-й армии Юго-Западного фронта (с 20 октября 1943 года — 3-го Украинского фронта), освободив город Павлоград, вышел к Днепру южнее города Днепропетровска, и форсировав водную преграду у села Петро-Свистуново, захватил плацдарм в районе сел Войсковое и Вовниги. После занятия плацдарма 60-я гвардейская дивизия была сначала выведена в резерв, а затем переброшена к Запорожью. В октябре 1943 года гвардии лейтенант Завгородний принимал участие в Запорожской операции. После освобождения Запорожья подразделения 60-й гвардейской стрелковой дивизии начали приготовления к форсированию Днепра.
Ширина реки в месте операции достигала 2 километров. Логично было предположить, что для переброски тяжёлой техники наиболее удобными были район острова Хортица и плотина Днепровской ГЭС. Осознавая это, немецкое командование сосредоточило в месте предполагаемого удара значительные силы. Поэтому командованием 3-го и 4-го Украинских фронтов было принято решение о нанесении главного удара южнее, в районе села Разумовка. С целью дезинформации противника десантные группы должны были нанести отвлекающие удары. В ночь на 25 октября 1943 года десантники 185-го гвардейского стрелкового полка, в числе которых был и миномётный взвод гвардии лейтенант В. Н. Завгороднего, скрытно высадились на южной оконечности острова Хортица и вступили в бой с превосходящими силами противника. Лейтенант Завгородний сумел удачно расположить миномёты и наносил фашистам большой урон. Когда немцы вплотную подходили к позициям миномётного взвода, он поднимал своих бойцов в рукопашную схватку. Когда кончились боеприпасы, миномётчики захватили трофейное оружие. Всего за два дня боёв взвод Звгороднего истребил до сотни немцев, причем лично гвардии лейтенант Завгородний уничтожил 12 солдат противника. После сигнала к отступлению десантники затопили в Днепре оружие и вплавь вернулись на левый берег реки. При этом Василий Никифорович спас своего потерявшего силы командира. За образцовое выполнение боевых заданий командования на фронте борьбы с немецкими захватчиками и проявленные при этом отвагу и геройство указом Президиума Верховного Совета СССР от 19 марта 1944 года гвардии лейтенанту Завгороднему Василию Никифоровичу было присвоено звание Героя Советского Союза.
После операции на Хортице Василий Никифорович со своим взводом благополучно переправился на Разумовский плацдарм и участвовал в боях за его расширение. Особенно удачно миномётчики Завгороднего действовали в бою за важную высоту 126,9. 10 октября 1943 года, накрыв немецкие позиции ураганным миномётным огнём, они нанесли противнику большой урон и полностью деморализовали его, в результате чего высота была взята стрелковыми подразделениями. 10 ноября 1943 года 60-я гвардейская стрелковая дивизия была подчинена 6-й армии 3-го Украинского фронта. К 29 ноября 1943 года подразделения 6-й армии расширили плацдарм до 20 километров по фронту и до 15 километров в глубину, тем самым обеспечив сосредоточение и развертывание крупных сил Красной Армии на правом берегу реки.
После Битвы за Днепр гвардии лейтенант Завгородний участвовал в Никопольско-Криворожской наступательной операции. К началу 1944 года дивизия, в которой служил Василий Никифорович, вошла в состав 5-й ударной армии 3-го Украинского фронта. В её составе гвардии лейтенант В. Н. Завгородний участвовал в Березнеговато-Снигирёвской операции. Летом 1944 года Василий Никифорович был произведён в старшие лейтенанты и назначен командиром минометной роты 185-го гвардейского стрелкового полка. Форсировал реки Южный Буг и Днестр. За отличие в боях на Шерпенском плацдарме был награждён орденом Красной Звезды. Участвовал в Ясско-Кишиневской операции, освобождении города Кишинёва.
В сентябре 1944 года 5-я ударная армия была выведена в резерв Ставки Верховного Главнокомандующего и в ноябре 1944 года переброшена на 1-й Белорусский фронт. В его составе гвардии старший лейтенант В. Н. Завгородний участвовал в Висло-Одерской и Берлинской операциях, штурмовал города Ландсберг, Фридрихсфельде и Берлин. Боевой путь Василий Никифорович завершил 2 мая 1945 года в 100 метрах от Рейхстага.
После Победы В. Н. Завгородний продолжил службу в армии до 1949 года. В запас уволился в звании капитана. Жил в селе Роскошная Ставищенского района Киевской области Украинской ССР. Работал в колхозе.
31 августа 1961 года на пятидесятом году жизни Василий Никифорович скончался. Похоронен в селе Роскошная.

## Награды
- Медаль «Золотая Звезда» (19.03.1944);
- орден Ленина (19.03.1944);
- орден Красной Звезды (30.09.1944).
- Медали, в том числе:

медаль «За отвагу» (19.10.1944).

## Память
- Имя Героя высечено золотыми буквами в зале Славы Центрального музея Великой Отечественной войны в Парке Победы города Москвы.
- На могиле установлен надгробный памятник.
- Именем Героя Советского Союза В. Н. Завгороднего названа улица в селе Роскошная.

## Документы
- Общедоступный электронный банк документов «Подвиг Народа в Великой Отечественной войне 1941—1945 гг.» Архивировано 13 марта 2012 года.

Герой Советского Союза. Архивировано 25 декабря 2012 года.
Орден Красной Звезды. Архивировано 24 мая 2013 года.
Медаль «За отвагу». Архивировано 24 мая 2013 года.
- Обобщённый банк данных «Мемориал». Архивировано 10 мая 2012 года.

ЦАМО, ф. 58, оп. 818883, д. 1486.